# Michelle Barros
Michelle Medeiros do Rêgo Barros (Maceió, 18 de agosto de 1979) é uma jornalista, apresentadora e repórter brasileira.

## Carreira
Formada em jornalismo pela UFAL. Michelle começou no jornalismo como editora, produtora, apresentadora e repórter na TV Educativa de Alagoas e ainda como radialista da Rádio Educativa FM, em 2001. Logo em seguida, atuou pela TV Pajuçara, onde atuou como repórter e apresentadora até setembro de 2003. Chegou a TV Gazeta ainda em 2003, inicialmente para apresentar o ALTV, além de fazer reportagens.
Foi transferida para a TV Globo São Paulo, onde fez reportagens para os noticiários locais e jornais de rede. Em 2015, devido à falta de apresentadores eventuais, foi nomeada como parte do rodízio do SPTV, onde estreou no dia 6 de setembro de 2015, na segunda edição do telejornal e em 2015 passou a ser apresentadora eventual do Hora Um da Notícia. Em 2020, passa a apresentar os desfiles do Grupo Especial de São Paulo, em substituição a Monalisa Perrone.
Em Maio de 2022, Michelle Barros anunciou sua saída da Globo.
Em 2023, ela apresentou o SBT Folia durante o Carnaval; e em 26 de outubro de 2023 foi contratada pelo SBT para um futuro programa de formato revista eletrônica ao lado de outros apresentadores nas manhãs da emissora.

## Filmografia

### Televisão
| Ano     | Título                | Emissora             | Papel                    | Notas       |
| ------- | --------------------- | -------------------- | ------------------------ | ----------- |
| 2004-09 | ALTV                  | TV Gazeta de Alagoas | Apresentadora            |             |
| 2015-16 | Hora Um da Notícia    | TV Globo             | Apresentadora            |             |
| 2015-22 | SPTV                  | TV Globo São Paulo   | Apresentadora            |             |
| 2018-22 | Bom Dia São Paulo     | TV Globo São Paulo   | Apresentadora            |             |
| 2020-22 | Globeleza             | TV Globo             | Apresentadora            |             |
| 2023    | SBT Folia             | SBT                  |                          |             |
| 2023    | Bake Off Celebridades | SBT                  | Participante (11º lugar) | Temporada 3 |
| 2024    | Chega Mais            | SBT                  | Apresentadora            |             |
| 2024    | Chega Mais Notícias   | SBT São Paulo        | Apresentadora            |             |
| 2025    | Noites de Carnaval    | UOL                  | Apresentadora            |             |
| 2025    | Oscar no UOL          | UOL                  | Apresentadora            |             |